# ロムロート
ロムロート (ドイツ語: Romrod) は、ドイツ連邦共和国ヘッセン州中央部フォーゲルスベルク郡の小都市である。

## 地理

### 位置
市内をアントリフト川とオーヒャーバッハ川が流れている。市の南部にはフォーゲルスベルク山地の支脈がある。

### 隣接する市町村
ロムロートは、北はアルスフェルト、東はシュヴァルムタール、南はフェルダタール、西はゲミュンデン (フェルダ)およびキルトルフ（いずれもフォーゲルスベルク郡）と境を接している。

### 市の構成
ロムロートは、ニーダー＝ブライデンバッハ、オーバー＝ブライデンバッハ、ロムロート、シュトレーベンドルフ、ツェルの各市区からなる。ニーダー＝ブライデンバッハは、812年に最初の文献記録が遺る最も古い市区である。

## 歴史
ルーメローデの村は、2本の古い街道ディオトヴェク（後にディープスヴェク、大衆の道の意味）とクルツ・ヘッセンを通る軍用道路が交差する地点に成立した。最初の城塞は11世紀にアントリフト川の谷に造られた。谷の城はしばしば住民のいる村に隣接して造られることから、当時すでに集落があったと推測される。
12世紀前半に古い水城が建設された。その建立者はおそらく、貴族のフォン・ロムロート家の祖先であったと思われる。ロムロート家は、ルートヴィヒ・フォン・ロムロートが1197年に立会人としてフルダ修道院の書類に初めて記録されている。その後の世紀にロムロートの当主は重要な地位を占めた。ハインリヒ・フォン・ロムロートはヘッセンの元帥、ヘルマン・フォン・ロムロートは聖ヨハネ騎士団のグレーベナウ管区長に就任した。さらにハインリヒ6世フォン・ロムロートはヘルスフェルト修道院（1320年 - 1323年/1324年）の、フリードリヒ1世フォン・ロムロートはフルダ修道院（1383年 - 1395年）の修道院長を務めた。
14世紀が深まるにつれロムロート家一門は衰退し、城をヘッセン方伯オットーとハインリヒに売却した。ロムロートの集落も、遅くとも1408年以降はヘッセン方伯領となった。
1846年の人口調査によれば、ロムロートの人口は 1,100人であった。

## 行政

### 議会
ロムロートの市議会は、23議席からなる。

### 市参事会
市参事会は、5人の市会議員と市長からなる。

### 市長
市長のビルギット・リヒトベルクは、2009年9月27日の選挙で 86.1 % の票を獲得して再選した。

### 紋章
図柄: 金地に、盾を横断する、銀の目地の黒い壁。中央に胸壁のある塔がある。盾の基部には小さな盾がある。その中は青地で金の爪を持ち、銀と赤が 9回入れ替わる獅子が描かれている。
解説: 黒い胸壁が描かれた金の紋章は貴族一門フォン・ロムロート家に由来する。ヘッセンの獅子は、ヘッセンへの帰属を意味している。

### 姉妹都市
- ラ・コキーユ（フランス、ドルドーニュ県）1990年

## 文化と見所

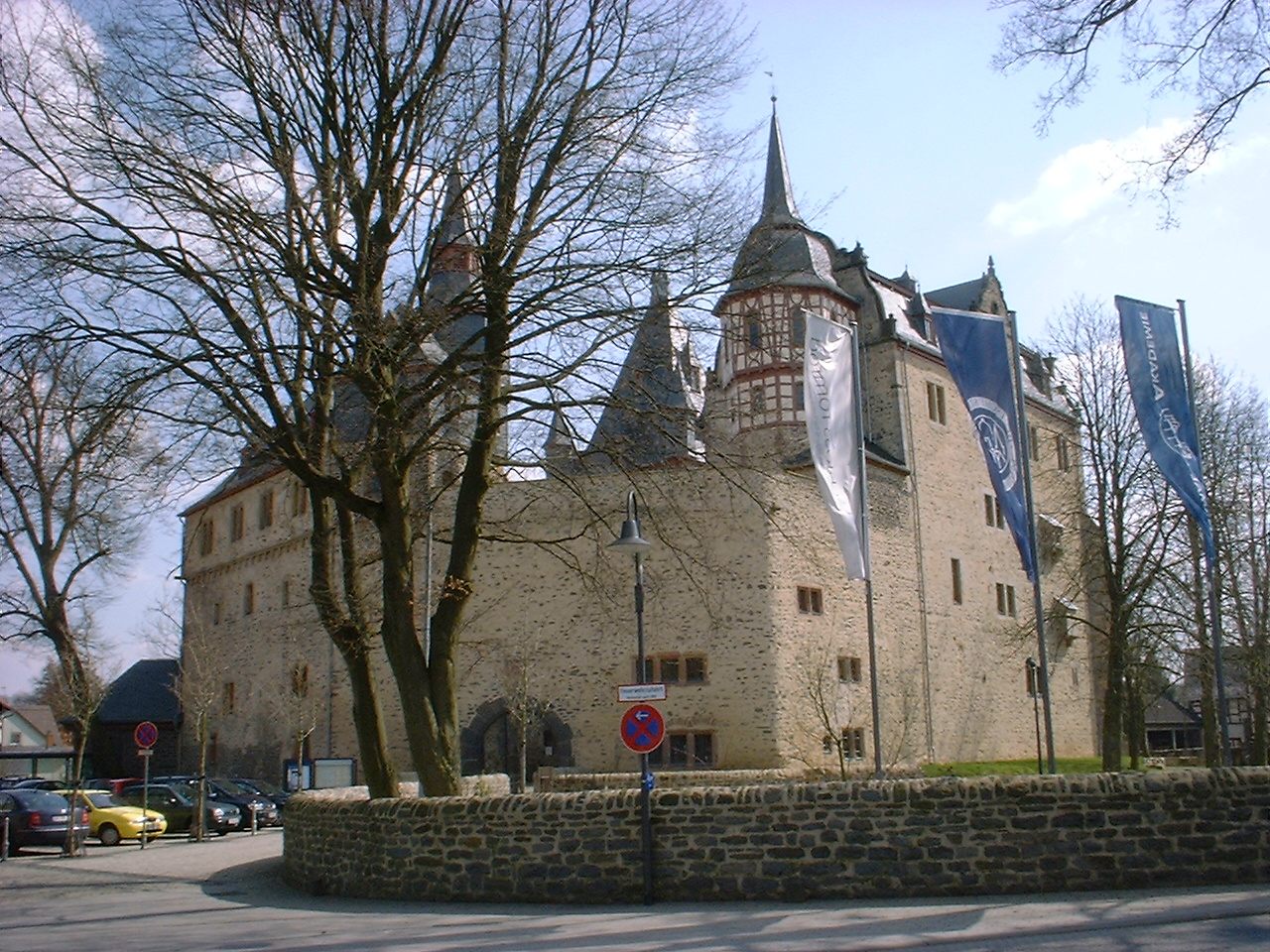
ロムロート城

### 建築
- ロムロート城。城館博物館がある。
- ロムロートのシナゴーグ。1722年建造。

- ロムロート城の中庭
- ロムロートのシナゴーグ

## 経済と社会資本

### 交通
ロムロートは、アウトバーン A5号線のプフェッファーヘーエ・インターチェンジに面している。また、連邦道 B49号線がロムロートを通っている。
ツェル＝ロムロート駅は、フォーゲルスベルク鉄道の駅である。

### 公共機関
ロムロート城内には、ドイツ文化財保護財団の建築オーナー、建築家、工芸修復家のための教育機関である文化財アカデミーがある。

## 人物

### 出身者
- カール・フォレン（1796年 - 1840年）ドイツ＝アメリカ学者、著述家

## 引用
1. ↑  Hessisches Statistisches Landesamt: Bevölkerung in Hessen am 31.12.2023 (Landkreise, kreisfreie Städte und Gemeinden, Einwohnerzahlen auf Grundlage des Zensus 2011)]
2. ↑  2011年3月27日の市議会議員選挙結果、ヘッセン州統計局（2012年7月16日 閲覧）
3. ↑  文化財アカデミー（2012年7月16日 閲覧）